# My Father
My Father, conosciuto anche col titolo alternativo Papà Rua Alguem 5555, è un film del 2003 diretto e sceneggiato da Egidio Eronico, con Charlton Heston, Thomas Kretschmann e F. Murray Abraham e basato sul romanzo Vati di Peter Schneider. Si tratta dell'ultima pellicola in cui appare Charlton Heston, al quale era stata da poco diagnosticata la malattia di Alzheimer, che lo costrinse a ritirarsi.

## Trama
1977, Manaus, Nord del Brasile. Calore e polvere in Rua Alguem 5555, una larga strada sterrata al centro di una vasta favela. È qui, sotto un sole impietoso, che Hermann M., un avvocato 35enne di Friburgo cresciuto in un orfanotrofio, incontra il suo padre biologico per la prima volta dopo aver scoperto con orrore che egli è lo psicopatico dottore e criminale nazista Josef Mengele, sfuggito alla giustizia alla fine della Seconda Guerra Mondiale e rifugiatosi in Sud America. Il padre, benché avanti negli anni e non più in ottima salute, è ancora fiero e convinto delle proprie idee e,  lungi dall’ammettere le sue colpe, si ritiene piuttosto un perseguitato. Hermann affronta il viaggio in Brasile con la speranza di indurre il padre a costituirsi in un pubblico processo, dibattuto tra la volontà di conoscerne le colpe e il desiderio di crederlo innocente. In un confronto impossibile, nel clima allucinato di un terzo mondo abbandonato a sé stesso, l’incontro tra i due si risolve nella fuga finale del figlio. Hermann sapeva che non avrebbe più rivisto suo padre e, segnato dall’esperienza, aveva letto in quel viaggio una sconfitta, il segno tangibile della propria impotenza: quella volta, infatti, non era riuscito né a denunciarlo né ad ucciderlo, e neppure l'aveva fatto in seguito. Soltanto alcuni anni dopo la morte del padre, annegato nell'oceano a seguito di un ictus, Hermann aveva finalmente rivelato al mondo la verità su di lui e la ferma condanna di ogni sua azione. Ma pur credendo con quell’atto di prendere definitivamente le distanze dal padre, si ritrova invece costretto ad ereditarne il cognome. Hermann capisce che non sarebbe mai riuscito a liberarsi di lui, dell’ombra gigantesca che anche dopo morto quell’uomo avrebbe continuato a proiettare sulla sua vita da una distanza immensa.